# 上海公共租界榆林路捕房
榆林路捕房曾用名韬朋路捕房、威妥玛捕房，是上海公共租界巡捕房下设的14个分区捕房之一，1925年设立，位于今上海市杨浦区江浦路549号、榆林路707号，即江浦路与榆林路转角处，现为杨浦区政府办公楼。

## 历史
1925年，上海公共租界工部局在东区的汇山捕房及杨树浦捕房之间新设立韬朋路捕房，次年在齐物浦路（江浦路）与榆林路转角处建成，名为威妥玛捕房。1930年又进行扩建，改名为榆林路捕房。该捕房的辖区西到大连湾路，北到租界边境，南至黄浦江，东至兰路和杨树浦浜。1943年汪精卫政权接收租界，榆林路捕房改为榆林区警察分局。1960年，榆林区与杨浦区两区合并，公安局榆林分局并入杨浦分局，榆林分局原办公楼改为杨浦区政府办公楼。

## 建筑
2015年，榆林路捕房建筑被列为上海市第五批优秀历史建筑。